# 1080° Snowboarding
1080° Snowboarding ist ein Computerspiel, das 1998 für den Nintendo 64 erschienen ist. Der Spieler hat die Aufgabe, als Snowboarder Rennen zu fahren oder Tricks auszuüben. Das Spiel gewann die Interactive Achievement Awards 1999 in der Kategorie Bestes Sportspiel und konnte sich über eine Million Mal verkaufen. Das Spiel wurde auch für die Virtual Console veröffentlicht.
1080° Snowboarding besitzt mehrere Rennmodi, die sich ungefähr in zwei Gruppen aufteilen lassen: in den Trick-Modi geht es darum, mit dem Snowboard so viele Tricks wie möglich auszuführen, während man in den Renn-Modi gegen die Zeit oder andere Spieler eine Piste herunterfahren muss. Man kann zu Beginn des Spiels zwischen fünf Snowboardern sowie acht Snowboards wählen, weitere lassen sich freischalten.
2003 erschien der Nachfolger des Spiels, 1080° Avalanche, für den Nintendo GameCube, der jedoch nicht den Erfolg seines Vorgängers verbuchen konnte.